# Katherine Copeland
Pour les articles homonymes, voir Copeland.
Katherine Copeland, née le 1er décembre 1990 à Ashington, est une rameuse britannique.

## Biographie
Katherine Copeland remporte son premier titre majeur aux Jeux olympiques de 2012 à Londres où elle termine première de l'épreuve de deux de couple avec Sophie Hosking.